# HD111845
HD111845 — хімічно пекулярна зоря спектрального класу
A4 й має видиму зоряну величину в смузі V приблизно  7,3.